# Kalanchoe schimperiana
Kalanchoe schimperiana är en fetbladsväxtart som beskrevs av Achille Richard. Kalanchoe schimperiana ingår i släktet Kalanchoe och familjen fetbladsväxter. Inga underarter finns listade i Catalogue of Life.